# Edno
Edno Roberto Cunha, noto semplicemente come Edno (Lages, 31 maggio 1983), è un ex calciatore brasiliano, di ruolo centrocampista.

## Palmarès

### Club

#### Competizioni nazionali
- Campionato polacco: 1

Wisła Cracovia: 2003-2004
- Campionato brasiliano: 1

Corinthians: 2011
- Campeonato Brasileiro Série B: 1

Portuguesa: 2011

#### Competizioni statali
- Campionato Carioca: 1

Botafogo: 2010